# Батухтин, Михаил Владимирович
Михаил Владимирович Батухтин (24 января 1921, Турусиново, Вятская губерния — 7 июня 1992, Ямное, Воронежская область) — организатор колхозного производства, Герой Социалистического Труда (08.04.1971).

## Биография
Родился в деревне Турусиново (ныне — в Пижанском районе Кировской области).
С сентября 1939 по 1945 год служил в РККА. Участник войны, старший лейтенант, командир мостовой роты.
Окончил лесохозяйственный факультет Воронежского лесотехнического института (1948).
Директор Новохопёрского, Семилукского лесхозов (1949—1953), Семилукской машинно-тракторной станции (1953—1955).
В 1955—1988 председатель колхоза «Путь к коммунизму» (до 1958 «Заря социализма») Берёзовского (позже — Рамонского) района Воронежской области.
Герой Социалистического Труда (08.04.1971).
Депутат Совета Союза Верховного Совета СССР 5-го созыва (1958—1962, от Воронежской области). Избирался делегатом XXV съезда КПСС, членом райкома и обкома КПСС.
Награждён тремя орденами Ленина, орденами Октябрьской революции, Красной Звезды и Отечественной войны I степени.
С 1988 года на пенсии.